# Château de Schadau
Le château de Schadau, appelé en allemand Schloss Schadau, est un château situé sur le territoire de la ville bernoise de Thoune, en Suisse. Il a été construit sous sa forme actuelle entre 1847 et 1854,.

## Histoire
Le château, construit non loin d'un débarcadère sur l'Aar à l'embouchure du lac de Thoune, a été tout d'abord propriété des seigneurs de Strättligen. Il passe successivement entre les mains de la famille de Bubenberg en 1348. En 1638, Franz Ludwig von Erlach le rénove. Le château passe ensuite aux mains de la famille May.
En 1837, il devient la propriété du banquier neuchâtelois Denis Alfred de Rougemont (1802-1868), fils de Denis de Rougemont de Löwenberg, et de son épouse Sophie de Pourtalès (1807-1882), la fille du conseiller d'État neuchâtelois Louis de Pourtalès,. Ils le font entièrement reconstruire par Pierre-Charles Dusillion, dans un style néo-gothique, jusqu'en 1854. Leur fils Jean Frédéric Albert de Rougemont (1837-1899) hérite du château.
Propriété de la ville de Thoune depuis 1925, il est inscrit, avec ses dépendances et son parc, comme bien culturel d'importance nationale et abrite de nos jours un restaurant gastronomique ainsi que le musée suisse de la gastronomie. Depuis 1961, il abrite également une curiosité : le panorama de Thoune, une peinture panoramique en trompe l’œil qui représente la ville telle qu'elle était en 1810.

## Sources
- (en) Cet article est partiellement ou en totalité issu de l’article de Wikipédia en anglais intitulé « Schadau Castle » (voir la liste des auteurs).